# 釿

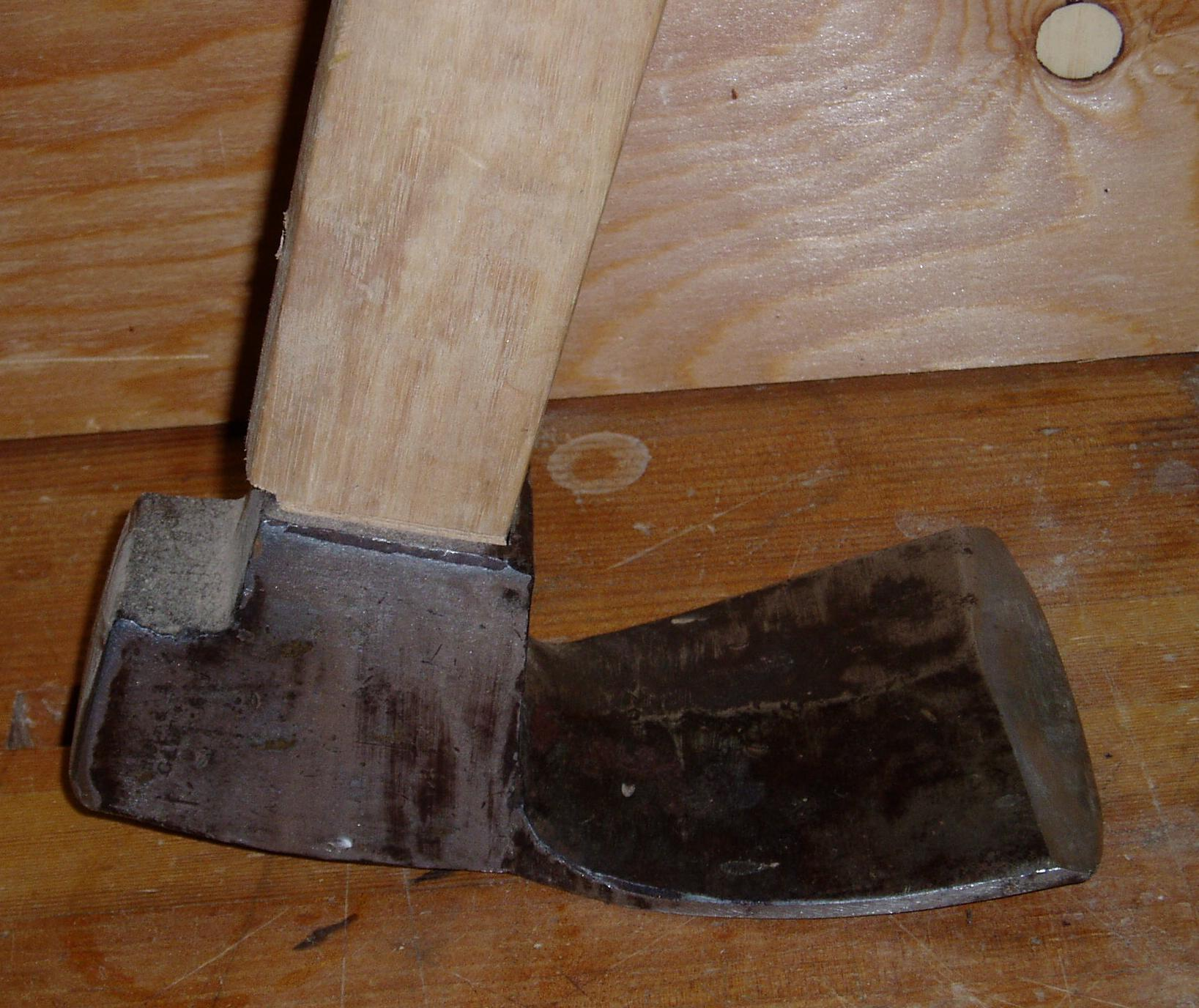
西洋式の釿

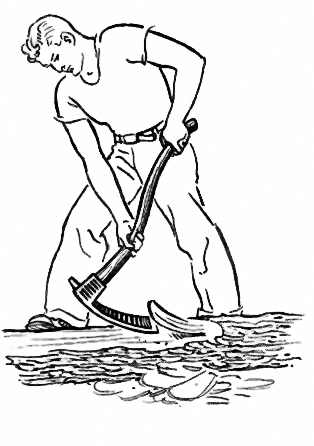
釿で丸太の皮をはぐ

釿（ちょうな、ちょんな）とは、木工に用いられる工具である。漢字では錛、手斧とも表記する。

## 概要
鍬に似た形状をした斧の一種で、斧としては横斧に分類される。鉋が普及する以前は木材の荒削り用として世界各国で使われていた。石器時代から存在する歴史のある工具である。
使用の際は、使用者が材の上に立ち、足元に釿を振り下ろしながら後ずさりすることで、材木を荒削りする。また、大木を刳り抜いて臼、捏ね鉢、丸木舟などを作る際にも用いられる。臼や丸木舟作りに用いられる釿は「臼彫り」「モッタ」などと呼ばれ、材木削り用のものより柄が短く、片手でも使える。
日本式の釿の柄は主としてエンジュ材を湾曲させたものであり、その先端に槍のように刃を差し込む。一方、西洋式の釿は、鍬やマトック（つるはしの一種）と同じく、直線的な柄に直角に刃をはめ込む。欧米における釿は木材加工以外に老朽家屋の解体にも用いられ、単独の道具ながらあらゆる用途に用いられる。

## 歴史

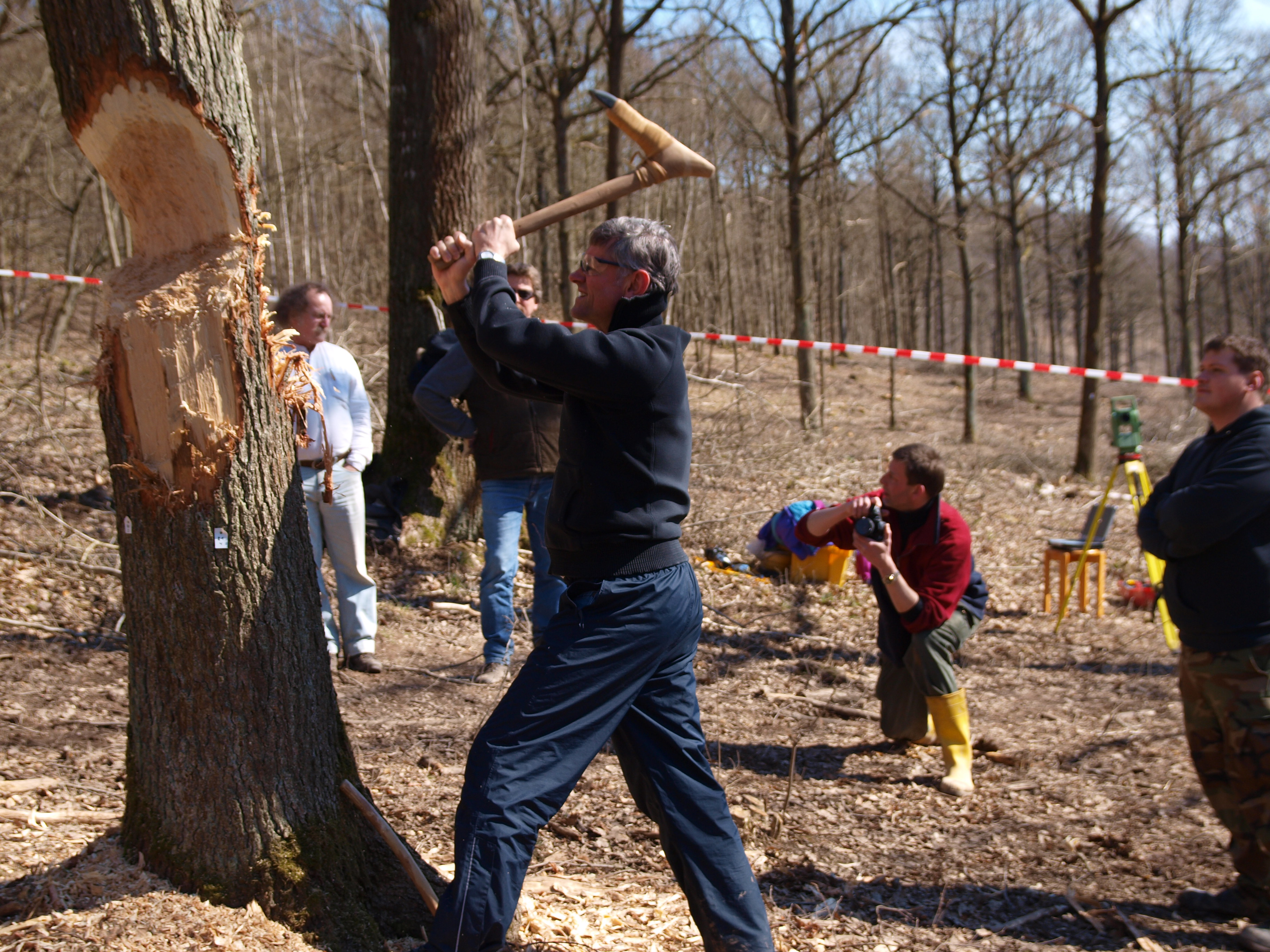
実験考古学でヨーロッパの線帯文土器文化で使われた釿の使用感を確認している様子

考古学、民族学の観点からは、一般的な伐採斧や薪割り斧のように刃と柄が平行な斧を「縦斧」（たておの）、釿のように柄と刃が直角に位置する斧を「横斧」（よこおの）と呼ぶ。旧石器時代前期に石を打ち欠いて形を整えた打製石器の石斧「握り斧」は、文字通り手で握って使う、柄のない斧だった。これに柄を取り付けることで、刃と柄の位置から「縦斧」と「横斧」の区別が生まれる。

### ヨーロッパ
シベリアのエニセイ川流域にあるアフォントヴァ山遺跡から発見された2万年前の石斧は、使用の痕跡から横斧と見なせる。
ヨーロッパ北部においては、1万年 - 8千年前の中石器時代 前半に当たるマグレモーゼ文化の遺跡から燧石を打ち欠いて作られた打製石器が多数発見されている。その内訳は、岩塊を打ち欠いて残った塊を仕上げた「礫核石斧」の横斧が最も多く、岩の欠片を仕上げた「剥片石斧」や縦斧の数を圧倒している。同時代の北ヨーロッパでは骨斧（骨製の斧）も横斧が優勢である。しかし、8千 - 7千年前のエアテベレ文化期に至って縦斧が優勢となり、その形状も大型化する。これは気候の変化で植生がマツ、カバ類から広葉樹に置き換わったため、強靭で粘り強いオークなどの木を伐採するため工夫した結果と思われる。
新石器時代の縦斧や横斧は、角閃岩や玄武岩、ヒスイなどを磨ぎ上げて成形した磨製石器で、後のケルトに至る線帯文土器文化やロッセン文明の出土物にその痕跡を見ることができる。
ヨーロッパからシベリアに至るユーラシア北部の斧は「横斧」としてスタートしたが、中石器時代後期に縦斧優勢に変化し、それは青銅器時代から現代に至るまで変わらない。

### エジプト
古代エジプト文明においては、すでにエジプト古王国の時代より釿が見出せる。当初は石器だったものの、王朝誕生以前には刃の材質が燧石から銅に置き換わっていた。石製の刃は木製の柄で挟むことで固定するが、金属製の刃はヒツ（柄を差し込むための穴）に柄を通して固定する。そのような古代エジプトの釿を、博物館で見出すことができる。
エジプトの古代文字・ヒエログリフには釿を図案化した文字がある。また、ミイラや彫像に牛の脚などの供物を捧げる口開けの儀式の折は、神や霊と交信する「祭具」として、釿が重要な役割を果たした。

### オセアニア
白人到達以前におけるオセアニアでは縦斧は殆ど使用されず、大半の地域で横斧が使用されていた。ニュージーランドの先住民族・マオリはカウリなどの大木を軟玉製の釿で彫りぬいてカヌーを造るほか、丹念な彫刻で装飾した建築を造り上げた。
20世紀の半ばまで石器時代さながらの生活を送っていたニューギニアの高地人には、縦斧のみ使用する部族と、横斧のみ使用する部族がある。モニ族やラニ族は縦斧のみ使用するが、セピック川の支流域に住むヘブ族や、北東部の耕地に居住するクククク族は横斧のみ使用する部族である。大木を伐採する際は頭の上に横斧を大きく振りかぶり、鍬を振り下ろす要領で幹の側面を剥いでゆく。クククク族を含めたニューギニア高地人にとって、石斧は道具であるとともに財産でもあり、結婚の際は結納として花婿側が花嫁側に巨大な装飾石斧を贈った。鉄器の伝来以降はこの風習も無くなり、代わりに鉄器や豚を贈る。
メラネシアやポリネシアには、環礁の島など石器の素材に適した石を産しない地域も多い。そのような場所では、シャコガイの厚い貝殻を磨いで製した「貝斧」の釿を用いる地域も多い。貝斧は粘りがあって砕けにくいため、玄武岩など石器に適した岩を産する地域でも使われていた。

### 北アメリカ
約1万年前に、現在のアメリカ合衆国アーカンソー州からミズーリ州にかけての地域で栄えた古代文化「ダルトン文化」の遺跡から発掘された石斧は、使用の痕跡から「横斧」として、丸木舟作りや家の建築に使用されたと考えられている。
アメリカ大陸の北太平洋沿岸は日本海流の影響で温暖な気候や降水量に恵まれ、ベイマツやベイスギなどの針葉樹に覆われている。この地に住むインディアン・ハイダ族やクワキウトル族は豊富な森林資源を生かして大建築やカヌー、食器、トーテムポールなどを作り上げてきたが、彼らが用いる釿は60度の角度に曲がった枝を柄とした物で、ヨーロッパの伝統的な釿によく似ている。

### 日本
旧石器時代の遺跡である群馬県の岩宿遺跡からは打製石器の石斧と局部磨製石斧が発掘されているが、これらはいずれも「横斧」として使用されていたものらしい。しかし6千年前の縄文時代に「乳棒状石斧」と呼ばれる石斧が登場し、以降は縦斧が主体となる。横斧は木材の加工など、副次的な役割に回るようになった。弥生時代に大陸や朝鮮半島から鉄器が伝来し、地域の差こそあれ石斧は徐々に鉄斧へと移り変わる。しかしながら当時の鉄器は貴重品だったため、斧や釿は鉄の使用量が少なくて済むよう、鍬のように木製の刃の先に鉄を被せた形状のものが流通していた。
古代の日本においては鋸が殆ど普及しておらず、樹木を材木に加工するには斧で伐採して寸断した後、楔を打ち込んで引き割り、釿で荒削りした後に槍鉋で表面を仕上げる方法をとっていた。この状況ゆえスギやヒノキのように木目が通って引き割りやすい針葉樹が建材として好まれることになり、さらに良材を原料にしなければ作りえない大型の板は大変に高価なものだった。
室町時代に大陸から大型の縦挽き鋸・大鋸（おが）が伝来し、以降は節の多い材や、ケヤキのような木目の入り組んだ材であっても挽き割って角材や板に加工できるようになり、木材は大いにコストダウンされたが、それ以降も釿は角材の荒削りなどに使用され続けた。明治初期に来日したアメリカの動物学者エドワード・S・モースは、日本伝統の大工仕事を見学し、釿を操る大工たちを以下のように記録している。
現在、実際の建築や製材現場で釿が実用されることは殆ど無い。一方で、江戸時代に建築された古民家を解体した際に出る古材は、表面に浮かんだ釿の削り痕が独特の意匠と見なされて珍重されている。釿跡を模して仕上げるための鉋も存在しており、和風の飲食店などで壁材として用い、民家のイメージを出す例もある。

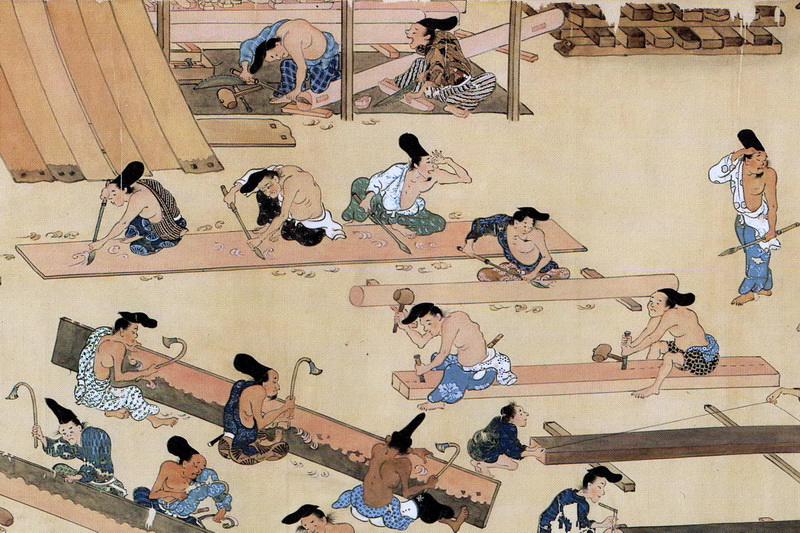
『春日権現験記絵』（部分）。延慶2年（1309年）に成立した絵巻物。左下部で、大工が板の表面を釿で削っている
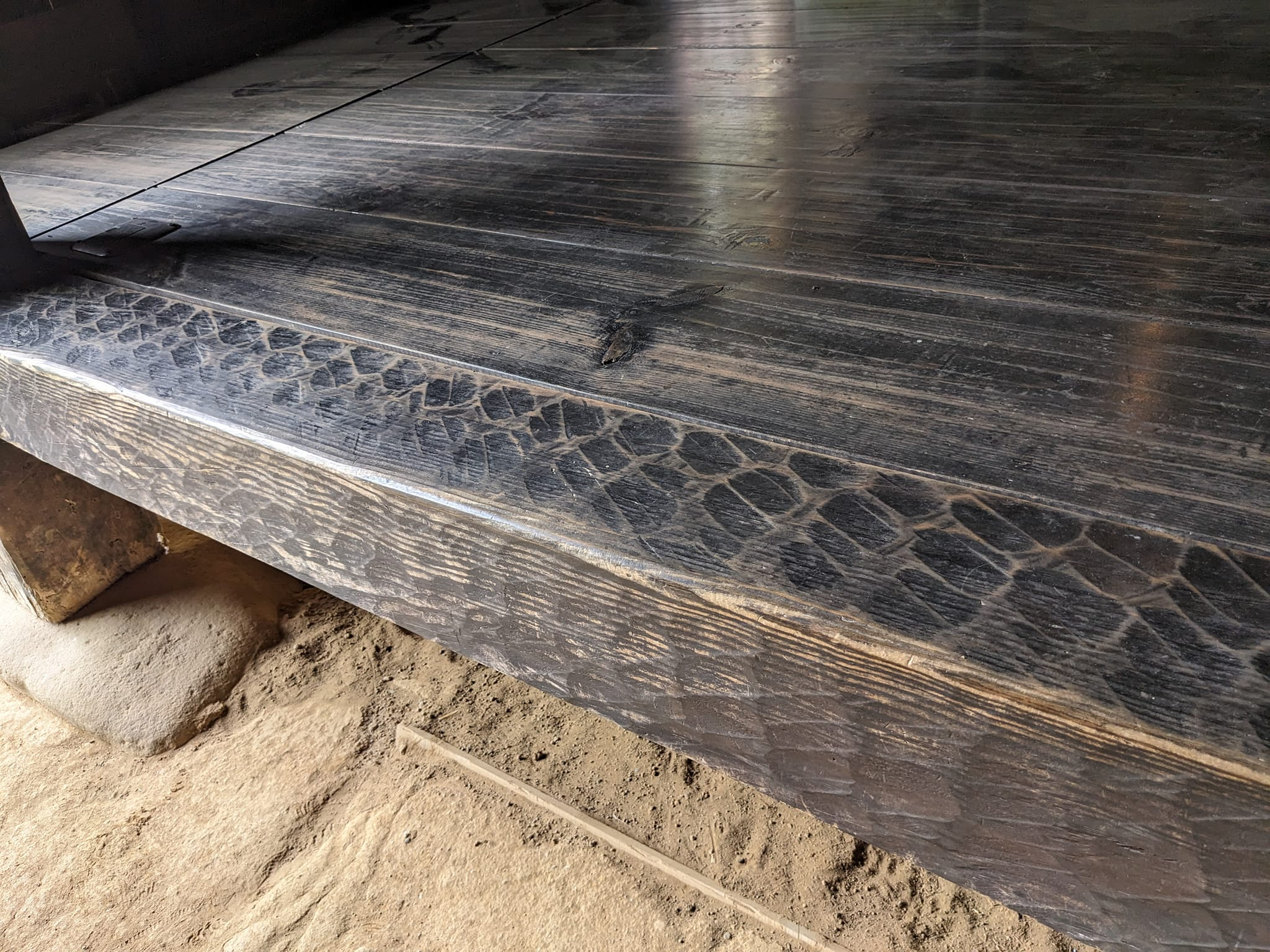
釿の削り跡が残る木材。川崎市多摩区、日本民家園
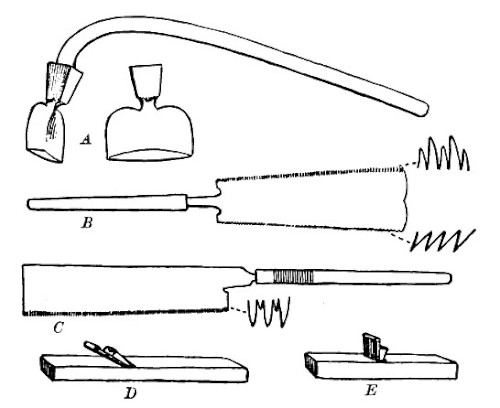
エドワード・S・モースのスケッチによる日本の大工道具。一番上が釿。
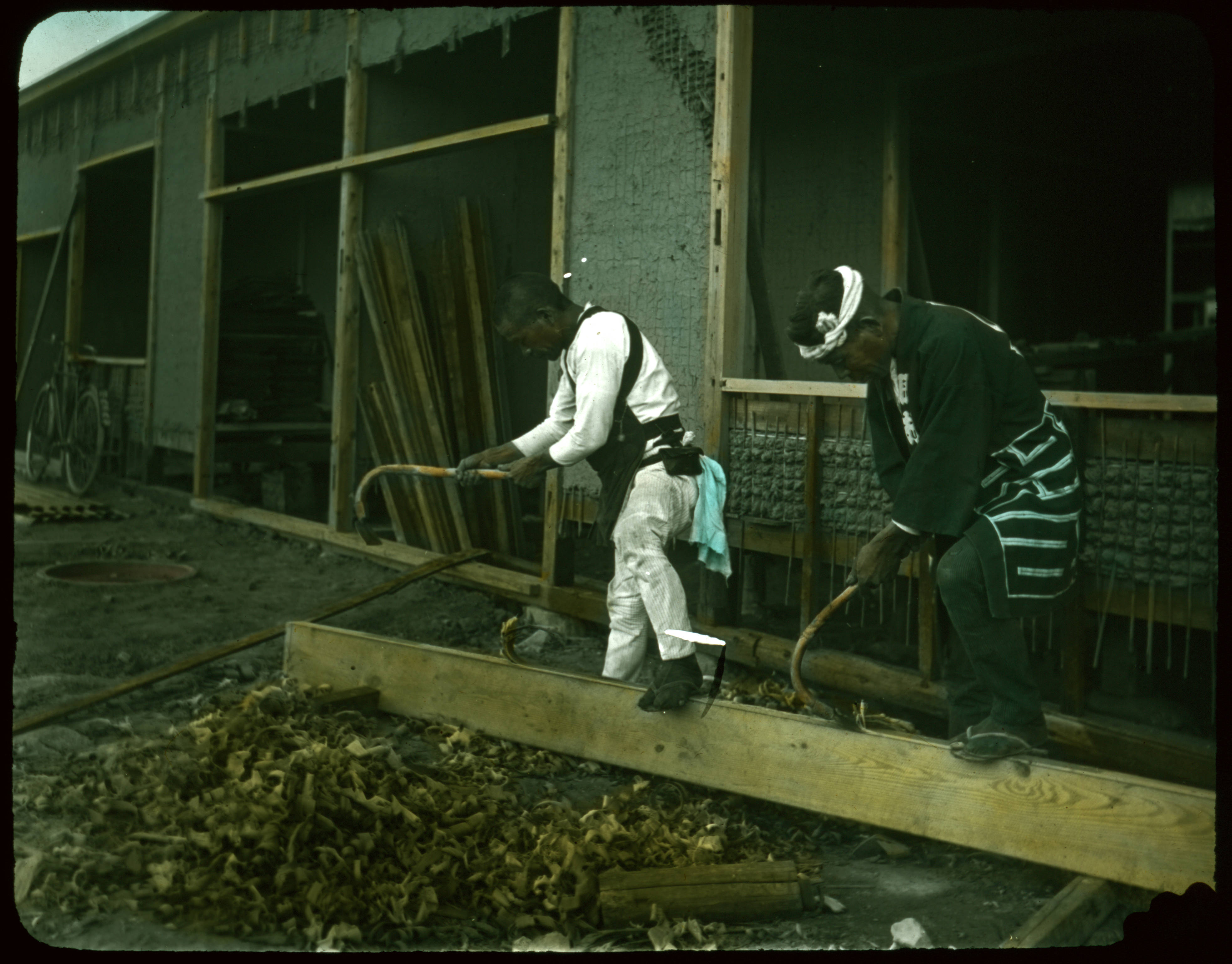
1910年代に撮影された家屋の建設現場。荒塗の壁の前で、2人の職人が釿で材木を削る。

## 現代における釿

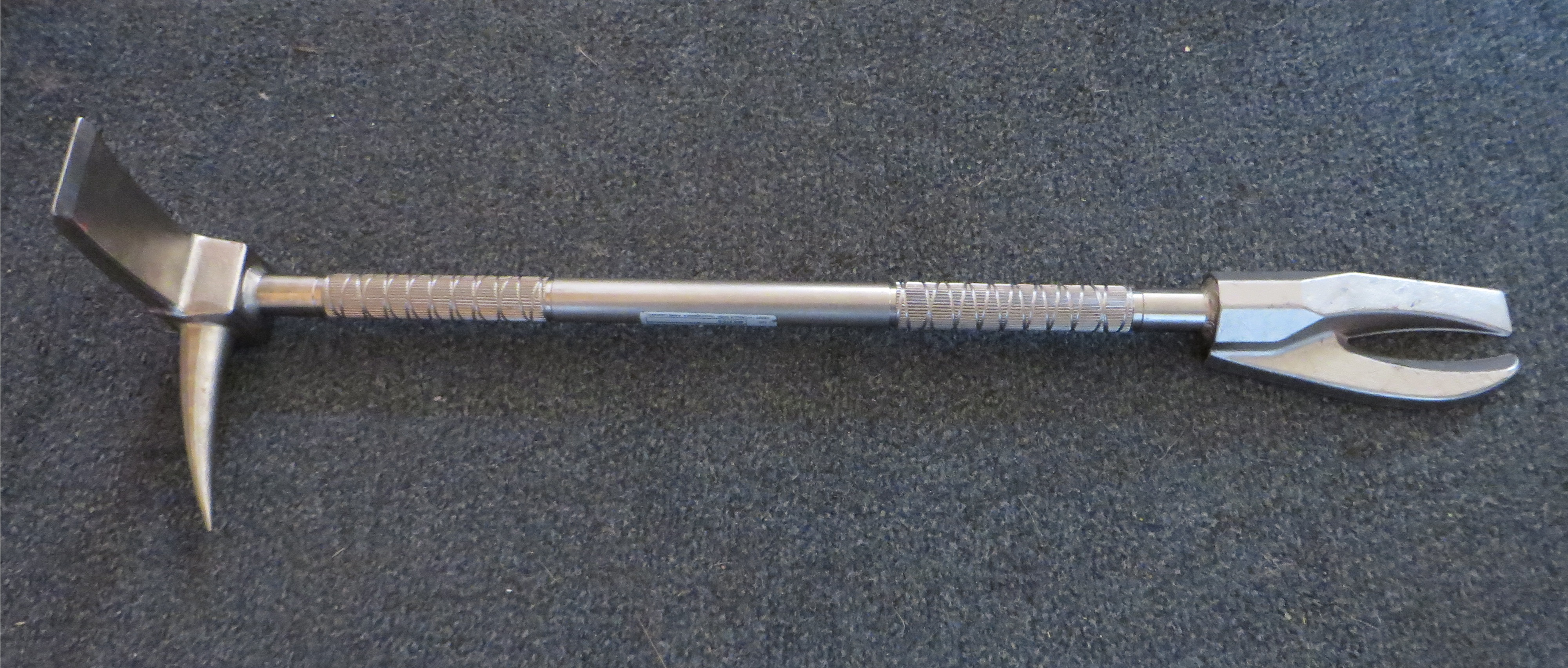
携帯しやすい短めのハリガン・バー

現代においても、一部の彫刻家や宮大工、木地師、臼造りの職人が仕事の場で釿を用いる例がある。
警察官や消防士などが屋内突入に用いるハリガン・バーは、釿の刃と直角にスパイク、柄の反対側に平バールを付けたような形状の道具である。
20世紀初頭以降、防火帯を作る山火事対策の消防士たちは、斧と釿を組み合わせたプラスキを用いる。